# Leonardo Marcos
Leonardo Marcos est un artiste pluridisciplinaire né à Paris, fils de réfugiés politiques espagnols. 

## Biographie
Fils d’exilés espagnols libertaires venus d’Argentine, il naît à Paris.
Après une formation au piano classique, Leonardo  s’intéresse à la musique rock et décide de fonder un groupe lors de l’arrivée du mouvement punk et de la new wave. Philippe Constantin le signe chez Barclay. Le titre « Illusions perdues » de son groupe Jours étranges, sort en 1986. 
Après avoir intégré l’École du Louvre, il s’oriente vers un diplôme de troisième cycle d’histoire du cinéma.
Sa rencontre avec Catherine Robbe-Grillet fait l'objet d'un livre, paru en 2011, Images publiques, images privées, composé d’entretiens et de photographies.   
Ses créations sont choisies par Arielle Dombasle et Mauboussin pour lancer et réaliser la campagne de communication de son parfum « Le secret d’Arielle ».
Il réalise une poésie digitale, qui présente des textes sous la forme de projections vidéo. L’art de Leonardo Marcos est figuratif, maniériste et traditionaliste, en réaction aux œuvres contemporaines. 

## Événements
2005
- « Plus fort que la mort » : Installations vidéo, lectures, performances lors de la Nuit Blanche[7] à la Galerie RX, Paris

2007
- « La Punta Negra » : Lecture de poèmes, présentation de Maria Ibars Ibars et Leonardo Marcos Centre d’Études catalanes, Paris[8]

2009
- « Nuit – Obscure » : Mise en scène de poèmes de saint Jean de la Croix au Collège des bernardins, Paris[9]

2011
- « Images publiques, images privées » : Exposition, signature du livre (par les auteurs : Catherine Robbe-Grillet et Leonardo Marcos), Art vidéo : Hommage à Alain Robbe-Grillet avec Arielle Dombasle et Farida Khelfa[10] à la galerie du Passage de Pierre Passebon[11], Paris

2013
- « Racontez-moi cela ! »[12] : Exposition, performances à la Galerie du Passage - Pierre Passebon, Paris

- « Les Filles du cahier volé » : Exposition à la Galerie Émilie Dujat, Bruxelles[13]

- « Les Filles du cahier volé » : Rencontre, performances poétiques et musicales au théâtre POÈME 2[14], Bruxelles
- « Les Filles du cahier volé » : Lectures, performances lors de l'événement littéraire La forêt des livres, Loches[15]

- « Les Filles du cahier volé » : Expositions, performances à la Chapelle des Grandmontains, Salon du livre de Montmorillon, Montmorrillon[16],[17]
- « Les Filles du cahier volé » : Exposition, performances poétiques et musicales Espace des femmes, Paris[18]
- « Les Filles du cahier volé » : Exposition, performance aux Galeries Lafayette, Paris[19]

2014
- « De l’autre côté du miroir - Alice et Les belles endormies » : Exposition, performances, concerts de piano (Mihoko Oshima et Yuki Kondo) à la Galerie Toko - showroom, Paris[20]

- « Filles de feu » : Exposition à la galerie L'ISBA, Perpignan[21]
- « Lignes et réalités » : Installations vidéo pour la soirée de la Fondation d’entreprise Hermès au CND, Pantin

2016
- « Sensualism ! A digital experience poetry with Leonardo Marcos and Jaz Coleman » : Poésie digitale, art vivant, lectures poétiques à L’Hôtel Particulier dans le cadre du Mois Particulier, Paris
- « Lumière du temps » : Poème digital, sous forme d’installations numériques et de créations visuelles in situ et permanentes au siège social du Crédit Agricole CIB, Montrouge
- « Lumière du temps » : Poème digital, sous forme de créations visuelle et installations numériques au Palais de Tokyo, Paris
- « By Leonardo » : Programmations artistiques mensuelles au Tigre, Paris
- « Le secret d’Arielle » : Exposition, créations visuelles, installations et art vivant à la Galerie du Passage, Paris
- « Le secret d’Arielle » : Campagne de publicité photographique et films pour Mauboussin

2017
- « Sensualism - Mysticism » : Mise en scène artistique et musicale avec Jaz Coleman, Arielle Dombasle et Romain Turzi à L'église Saint Merri[22]. En collaboration avec le prix littéraire des grandes écoles
- « La galerie des beautés » : Exposition photographique, poésie digitale et interactive, art vivant à la Galerie du Passage, Paris
- « Art Blossom - Le Bal des Fleurs » : Mise en scène artistique et musicale au Musée de la Vie Romantique, Paris. En collaboration avec le prix littéraire des grandes écoles [23]

2018
- Le Monde des Reflets Vivants : Performance chorégraphique avec Ariane Servagent et Mathilde Roux au Petit Palais, Paris
- Debussy Multiple : Une expérience poétique de la beauté : Performances, créations visuelles, poésie digitale, récital et lectures au xf, Paris
- Copacabana : Exposition photographique et création audiovisuelle à l'Atelier Visconti, Paris

2019
- Lune Rousse de Printemps : Mise en scène, concert, arts vivants, installations digitales au Musée national Jean-Jacques-Henner, Paris, pour le Printemps des poètes[24]
- Le Chemin des mots : Poème digital, Hommage au poète Antonio Machado, EP7, Paris, pour le Printemps des poètes

## Publications
- Les Filles du cahier volé : Régine Deforges, Manon Abauzit, Sonia Rykiel et Leonardo Marcos[25], aux Éditions de La Différence, 2013, Paris
- Images Publiques - Images Privées : Catherine Robbe-Grillet et Leonardo Marcos, aux éditions Epitheme, 2011, Paris
- La Galerie des beautés, Éditions de la Différence, 2017, Paris[26]